# Viertorenkerk van Midwolda
De Viertorenkerk of kruiskerk van Midwolda, ook wel Ol Kerke genoemd, was een grote kruiskerk enkele kilometers ten noorden van het Groningse dorp Midwolda in het Oldambt. De kerk is gebouwd rond 1200 en was gewijd aan Johannes de Doper. Afbeeldingen van de kerk golden als symbool voor de hele regio en sierden achtereenvolgens de wapens van het Wold-Oldambt, het Termunterzijlvest, het Waterschap Oldambt, de gemeente Midwolda en de Gereformeerde Kerk van Midwolda (vanaf 2016 de  protestantse gemeente Midwolda).

## Basilica
De Viertorenkerk stond ten noorden van de boerderij Ol Kerke aan de Kerkelaan, net buiten de Dollarddijk van 1558. Deze plek werd op kaarten rond 1900 ook wel Oudekerk genoemd. De kerk, die direct op het veen was gebouwd, had een lengte van omstreeks 60 meter, een formaat dat verder alleen gevonden wordt in stedelijke centra en grote kloosters. De afmeting van het gebouw en de omvang van het landbezit geven aan dat de kerk van groot belang voor de omgeving moet zijn geweest. Archeoloog Jan Molema vermoedt daarom dat de stichting van de parochie geen lokaal initiatief was, maar eerder is uitgegaan van de bisschop of iemand met landsheerlijk gezag. Aanleiding voor de bouw was wellicht de strijd tussen het Klei-Oldambt en het Wold-Oldambt in 1201, waarover de Kroniek van Wittewierum bericht.
In de kruiskerk werden volksvergaderingen en rechtdagen gehouden voor het hele Wold-Oldambt, bijvoorbeeld in 1399. Daarnaast vond hier de kerkelijke rechtspraak (seend) plaats. In 1471 werd hier het landrecht van de beide Oldambten vastgesteld en in 1565 werd er nog altijd recht gesproken. Meerdere geestelijken waren aan de kerk verbonden, rond 1500 niet alleen een pastoor, maar ook een of twee vicarii. De eerst bekende pastoor was Wilbrandus de Middewalda (kennelijk een lid van de invloedrijke familie Wibrenda, de stichters van het klooster te Heiligerlee), wiens naam in een fragment van een psalter uit 1318 voorkomt. De pastoor van Midwolda was de belangrijkste geestelijke van het Oldambt. Aan de kerk was tevens een school verbonden, waar onder andere toekomstige geestelijken werden opgeleid.  
Het gebouw is gesticht aan het eind van de twaalfde of het begin van de dertiende eeuw en was opgetrokken uit baksteen. Vondsten van tufsteen wekken de suggestie dat de kerk elders een kleinere voorganger heeft gehad. Uit de scherven van kogelpotaardewerk valt af te leiden dat de plek zelf al in de 9e, 10e of 11e eeuw bewoond moet zijn geweest. Waar de  eerste kolonisten vandaan kwamen is onbekend; mogelijk kwamen ze uit het laagland ten noorden van de Munter Ae, het Midwolderhamrik, waar de Midwolders later veel hooiland bezaten. Gedacht wordt wel aan de boerderij 'Dijkvliet' te Nieuwolda-Oost (Hoofdweg-Oost 8), waar zich volgens een 19e-eeuwse overlevering fundamenten van een kapel onder de schuurdeel zouden bevinden. Een nabijgelegen bruggetje over het Kattendiep heette de Kapelvlonder.
Archeologisch onderzoek heeft aangetoond dat het een overwelfde, laat-romaanse basilica betrof, met een dwarsschip en een halfrond gesloten koor met een halfronde apsis. De kerk had vier torens, waaraan het gebouw zijn naam te danken had. De beide westelijke torens maakten deel uit van een stevig gefundeerd westwerk. De kleinere hoektorens stonden tegen het dwarsschip bij de overgang naar het koor. Volgens een bericht van rond 1700 waren deze torens "tot boven toe van steen", dus met gemetselde torenspitsen of helmen, zoals de juffertorens van Schildwolde en Onstwedde.
Het was een groot gebouw, groter dan de Martinikerk en vergelijkbaar met de Mariakerk van Marienhafe, hoofdplaats van het Brookmerland, een gedeeltelijk verdronken veenstreek aan de Leybucht. Alleen de kruiskerk van Aduard was met een lengte van 90 meter nog indrukwekkender. Het kerkgebouw mat 58 meter (met de steunberen 62 meter), het schip was buitenwerks 23 meter breed, het dwarsschip mat ruim 34 bij 13 meter. De rijk gedecoreerde kerk van Marienhafe was net iets langer (72,5 meter). Kerken met vier torens waren voornamelijk in bisschopssteden en bij belangrijke benedictijnse abdijen als Cluny te vinden. Midwolda was verreweg het noordelijkste voorbeeld; in de wijde omgeving waren geen andere kerken met vier torens voorhanden en ook kerken met twee torens waren dun gezaaid.
Het kerkgebouw was beladen met symboliek. De viertorenkerk werd waarschijnlijk gezien als een hemelse burcht die bescherming bood tegen boze machten. Tegelijkertijd vormde hij een tastbaar symbool voor de gemeenschap waarmee men zich identificeerde. Het draaide daarbij vooral om de ingangspartij met de flankerende westtorens. Het getal vier stond voor compleetheid, voor de vier ledematen, de vier seizoenen en de vier windrichtingen die tevens de vier onderdelen van ieder dorp representeerden. Daarnaast stond dit getal voor de kringen van verwanten, door men zich gesteund voelde en op wie men bij vetes een beroep kon doen. Het belangrijkste voorbeeld voor de viertorenkerk was kennelijk de keizerlijke dom te Spiers, de grootste romaanse kerk van die tijd. Alleen al hierdoor werd de kerk tevens een symbool voor de Friese vrijheid, die ooit door de keizer zou zijn verleend. Kortom: de viertorenkerk vormde een tastbaar symbool voor alles wat men had gepresteerd en waarop men trots wilde zijn. Dat drukte men ook uit in het Oldambtster landzegel, dat de kerk uitbeeldde.
De landerijen van de kerk grensden direct aan het land van het benedictijnse klooster Menterwolde, dat omstreeks 1220 werd gesticht en in 1247 overging naar de strengere orde der cisterciënzers. De opstrekkende kavel van het klooster moet oorspronkelijk één geheel hebben gevormd met het kerkenland. De landerijen van het klooster strekten zich uit tot onder het koor van de Viertorenkerk. Het klooster bevond zich verder noordelijk, bij de Olde Stoeve aan de oevers van de rivier Ae (bij Nieuwolda), maar verhuisde vanwege wateroverlast al rond 1300 naar Baamsum bij Termunten, waar nieuwe gebouwen verrezen onder de naam Grijzemonnikenklooster. 
De kruiskerk staat afgebeeld op het zegel van het Wold-Oldambt, zoals dat werd gebruikt bij een documenten uit 1347 en 1405. Zegelafdrukken uit 1361 en 1368 (waarover Ubbo Emmius schrijft) zijn verloren gegaan. De afbeelding toont echter slechts drie torens, waarbij de westtoren is voorzien zijbeuken zoals bij de Martinikerk. In 16e en 17e-eeuwse bronnen wordt uitdrukkelijk over de Vier Tooren Kercke of Viertoornde kerke gesproken. Volgens een 16e-eeuwse overlevering zouden de vier torens in 1413 zijn gebouwd in opdracht van Reinste Abdena, dochter van de Emder proost Hiske Abdena en gehuwd met Hayo Addinga, heer van Westerwolde. De stichting gebeurde uit haar eigen familievermogen. De kroniekschrijver Eggerik Beninga vertelt rond 1550 dat de edelvrouw de karcke to Midwolde ut oren egen guide und mit veer torne (als men noch seen mach) speren [= voorzien van torenspitsen] liet. Over het hoe en waarom van deze schenking is niets bekend, maar hij heeft mogelijk te maken met een herstelbetaling of een boetedoening. Reinste's vader behoorde tot de partij van de Schieringers onder leiding van Coppen Jarges. Deze laatste nam een gouden reliekschrijn van vier voet lang uit de kerk en liet hem omsmelten tot muntgeld. Dit om de oorlog tegen de partij van de Vetkopers te betalen. Dat het hier echter niet ging om de bouw van nieuwe torens is zou uit het archeologische onderzoek in 1994 zijn gebleken. 
De middeleeuwse kerk werd in 1951 voor het eerst opgegraven onder leiding van de archeoloog Herre Halbertsma. In 1994 werd het terrein opnieuw onderzocht onder leiding van Jan Molema. Ook toen werd een (dezelfde?) sarcofaag blootgelegd. In de omgeving van de kerk werd in 2012  – vanwege nieuw te bouwen boerderijen – nader veldonderzoek gedaan.

## Dollard
Door het ontstaan van de Dollard kwam de kerk rond 1500 midden op de kwelders te liggen. De meeste inwoners verhuisden naar hogere gronden. Het bloeiende dorp had volgens Ubbo Emmius ooit stedelijke allure, maar was in zijn tijd door de schade die de Dollard had toegebracht "bijna verlaten". De historicus meen te weten dat het huidige dorp tweemaal is verplaatst. Dit gebeurde kennelijk eerst naar een bewoningslint ter hoogte van het Grijzevrouwenklooster (waar vroeger de nodige sporen van bewoning te vinden waren), vervolgens naar de huidige plek. Zo'n 1200 m ten oosten van het vroegere klooster werd in 1896 een omvangrijk gebouw blootgelegd, waarvan de functie onduidelijk is. 
Het imposante kerkgebouw was van verre zichtbaar. Het voormalige kerkhof ligt ruim 2 meter boven de zeespiegel, hoger dan het omringende land. De zware muur rondom het kerkhof bood kennelijk voldoende bescherming. In 1514 bracht Edzard I van Oost-Friesland de kerk mitten vier toornen en het kerkhof in staat van verdediging om van hieruit gemakkelijker per schip de Dollard te kunnen oversteken en de aanvoer van graan en turf veilig te stellen. Vooral dankzij de wallen die hij rondom de kerkhofmuur liet aanbrengen, bleef de kerk gespaard. De restanten van deze dijk werden in 1902 afgegraven. Onder twee lagen zand en slib vond men een muur van kloostermoppen, anderhalve steens breed. Moderne hoogtekaarten tonen het kerkhof als een rechthoekig terrein met een uitbouw aan de zuidwestkant. 
Het kerkgebouw staat ingetekend op verschillende historische kaarten, onder andere door Jacob van Deventer in 1545 en Christiaan Sgrooten in 1592. Maar niet alle afbeeldingen lijken te kloppen. Zeekartograaf Lucas Janszoon Waghenaer zat er bijvoorbeeld helemaal naast (hij tekende een borg). Cornelius Adgerus tekent in 1587 twee boerderijen naast de kerk. De Dollardkaart van Jacob van der Mersch uit 1574 is alleen in kopievorm bewaard gebleven. Hierop is ten zuidwesten van de kerk een groot steenhuis te zien. Het zou daarbij om een middeleeuwse pastorie kunnen gaan.
In 1552 werd in Midwolda voor het eerst een protestantse geestelijke aangesteld. Dit was de geleerde zwingliaan Gerardus Nicolai, die in 1567 naar Norden uitweek. Diens opvolger echter in 1570 door de watergeuzen vermoord, waarbij tevens de kerkschatten werden geplunderd. De kerkrekeningen vermelden ook het orgel; volgens een 19e-eeuwse sage waren de klanken bij stil weer tot in Emden te horen.
Vermoedelijk in 1558 (toen een nieuw dijkreglement werd vastgesteld) werd een grote zeedijk gebouwd die ook het kerkhof omsloot.Het kerkgebouw was in 1584 dringend aan herstel toe. In de Tachtigjarige Oorlog verschansten zich hier de Spaanse soldaten, die in 1593 door Staatse troepen werden verjaagd. Het haventje bij de kerk diende tevens voor het landbouwverkeer en de handelsvaart, met name voor turfschepen en voor kleine hoybullen, dat waren platboomde schuiten waarmee het hooi van de overkant van de Dollard werd gehaald. Kroniekschrijver Eggerik Egges Phebens heeft het spottend over "Midwolder koopmansknechten". Verhalen uit de 19e eeuw spreken over zeeroverij, en ook de bekende piraat Klaus Störtebeker zou "zijn schip soms aan de kerk hebben vastgelegd". De kerk was tevens bedoeld voor de inwoners van het nieuw bedijkte dorp Nieuwolda oftewel Midwolderhamrik. Om het gebouw te bereiken moesten deze polderbewoners vaak een lange omweg maken, hetzij met de slikslede over de dijken dan wel over de kwelders via de Kerkelaan (1659: Hilligelaene) of de Geereweg (1638: Gaergroepewech).
Het onderwijs werd vanouds verzorgd door de koster van de Viertorenkerk. Die was tevens verantwoordelijk voor het kerkgebouw, het klokluiden en het orgelspel. Maar het oude schoolgebouw was slecht bereikbaar. Beide dorpen beschikten daarom vermoedelijk al sinds het begin van de 17e eeuw over een eigen school. Kerkvoogd Menno Hindriks besloot de oude dorpsschool af te breken en op eigen kosten een tweede school in het westen van het dorp te laten bouwen, die hij vervolgens aan de kerk verhuurde. Beide scholen in MIdwolda staan afgebeeld op een kaart van omstreeks 1638. Deze gang van zaken leidde tot ergernis van Nieuwolda, waar men zich tekort gedaan voelde.
In 1647 werd speciaal voor Midwolderhamrik een tweede predikant beroepen. De verkiezing van twee nieuwe predikanten verliep niet bepaald vlekkeloos. Het Groningse stadsbestuur klaagde dat opstandige boeren de procedure naar hun hand hadden gezet. Vooral de beoogde kandidaat voor Midwolda, ds. Reinoldus Weemhof, riep weerstand op. Over de verdeling van het kerkelijke bezit ontstond eveneens onenigheid. Pas toen dat was bijgelegd kon een tweede pastorie aan de Kerkelaan bij Nieuwolda worden gebouwd, waarna Nieuwolda een zelfstandige gemeente werd. De vertegenwoordigers van dit dorp reserveerden alvast grond voor de bouw van een nieuwe kerk, richtten omstreeks 1663 een begraafplaats in en bestelden stenen voor het kerkgebouw. Nu ging Midwolda echter echter dwars liggen vanwege de vele uitstaande schulden.   
Het duurde tot 1704 voordat de boedelscheiding kon worden voltooid. Beide dorpen behielden tot het einde van de 18e eeuw een gezamenlijk kiescollege voor de benoeming van predikanten en schoolmeesters.

## Verval en afbraak
De eerste zeedijk was niet erg effectief. In de 17e eeuw (wellicht na de aanleg van een nieuwe dijk in 1626) kwam de Viertorenkerk weer buitendijks te liggen. Dat duurde tot de aanleg van de volgende zeedijk in 1665, waardoor een groot deel van de kwelders werd bedijkt. Maart 1667 stortte een van de kerktorens (de noordwestelijke) samen met "het gewelffte der kercke" alsnog wegens bouwvalligheid in. "De kerk zelf, die 't sedert langen tijd van alle kanten door de golven gebeukt word, staat tegenwoordig op een vetten grond, maar een van de vier torens is onlangs ingevallen", lezen we niet lang daarna.  In 1690 stond alleen de klokkentoren nog fier overeind. Naar het uiterlijk van de kerk moeten we enigszins gissen. Verschillende afbeeldingen tonen het gebouw zonder de zijbeuken.
Het kerkgebouw was niet meer te redden. Het Groningse stadsbestuur, dat in het Oldambt de dienst uitmaakte, dacht aan "opbouw van een nieuwe kercke ende pastorie op een bequamen plaetse". Daarvoor werd een perceel stadsgrond in Midwolda ter beschikking gesteld, dat tevens als begraafplaats ging dienen. Deze grond was afkomstig was van het in 1594 opgeheven Grijzevrouwenklooster dat in het bezit van de Stad was gekomen.
Kennelijk ontbrak het geld voor nieuwbouw. Daarom werd het Oude Schoole huis in de dorpskern van Midwolda vernieuwd en geschikt gemaakt voor kerkdiensten; juni 1667 werd hier voor het eerst het Heilig Avondmaal gehouden. Nog diezelfde winter kochten de kerkbestuurders een boerderij bij de Meulenbarch die als pastorie moest gaan dienen. Het kerspel had veel echter veel schulden, waarna ds. Weemhof bereid bleek deze boerderij in eigendom over te nemen. De pastorieboerderij bij de Viertorenkerk werd daarna verpacht en in 1774 verkocht. Om de werkzaamheden aan kanalen en dijken te kunnen financieren gaven de kerspelen Midwolda en Nieuwolda in 1671 een lijfrentebrief ter waarde van 36.000 gulden uit. Het rentebedrag van 6% werd jaarlijks onder 33 inleggers verdeeld. Dat ging door totdat de laatste begunstigde in 1754 stierf.
Nieuwe indijkingen zorgden voor extra inkomsten, zodat de nieuwbouwplannen konden worden doorgezet. In 1704 werden kerkengoederen van beide dorpen gescheiden. Een jaar later werd een klok verkocht aan de Groningse Akerk. Een andere klok uit 1516 belandde in Uitwierde. De vervallen klokkentoren kon nu gesloopt worden. In de muur van de toren bevonden zich merktekens die de juiste lengte van de Oldambtster roede (de zogenaamde toorenmaat van 18 voet) aangaven. Daarvan werd nu een ijzeren kopie gemaakt die voortaan op het Groningse raadhuis werd bewaard. Op de begraafplaats van Midwolda verrees in 1708 een nieuwe klokkentoren waarin een nieuw gegoten luidklok kwam te hangen. Nieuwolda kreeg eveneens een vrijstaande klokkenstoel op het nieuwe kerkhof.
Van het oorspronkelijke kerkgebouw was – als we landmeterskaarten moeten geloven –  behalve de boouwvallige klokkentoren en een paar muren weinig meer over. Meermalen werd sloophout verkocht. November 1709 gaf het Groningse stadsbestuur toestemming om de "oude ruineuse kerk" te slopen. De restanten van de "vervallene vier toornde kerke en toorens" werden verkocht. De bouwvallen waren niet veel later "geheel … afgesleeten". Het voormalige kerkhof, dat nog in 1704 door inwoners van beide dorpen werd gebruikt, bleef eigendom van de kerk; het hobbelige terrein werd in 1828 als Oude Werf betiteld. Nieuwolda kreeg in 1718 als eerste weer een eigen kerkgebouw en in 1738 werd ook de huidige Kerk van Midwolda voltooid en ingewijd. De nieuwe pastorie werd gebouwd in 1734 en was speciaal bedoeld voor onlangs beroepen predikant Wilhelmus Schortinghuis.

## Boerderij Ol Kerke
Bij de Viertorenkerk behoorde een omvangrijk grondbezit, in de 16e eeuw zeker 60 tot 70 hectare, dat door inpolderingen verder aangroeide. Het kerkenland vormde een langgerekte heerd die zich uitstrekte vanaf het hoogveen bij Heiligerlee tot aan de Dollardkwelders. In de 16e eeuw hoorden daarbij ook nog landerijen aan de overzijde van de Dollard bij Nieuwolda. Het grootste deel van dit land behoorde tot de pastorie en werd bewerkt vanuit de oude pastorieboerderij bij de kerk - het zogenaamde pastorie bouhuijs (1725). De opbrengst hiervan diende voor het levensonderhoud van de pastoor, later de predikant. Daarnaast waren er vicarielanden waaruit voor 1594 de kapelaan of vicaris werd betaald, verder de kosterijlanderijen die dienden voor het onderhoud van school en het inkomen van de schoolmeester.  
Op kaarten is te zien dat zich omstreeks 1575 meerdere gebouwen bij de kerk bevonden. Een ervan was de voormalige kosterij, die na het overlijden van de laatste koster in 1670 werd verpacht. Na het instorten van de Viertorenkerk bleef er weinig meer voor de koster te doen. De pachter werd voortaan verantwoordelijk voor "het klockluijden, telkens als de godsdienst gepleeget sal worden". Het langgerekte gebouw (tussen de pastorieboerderij en de kerk) werd na 1638 vervangen door een klein boerderijtje, dat na 1690 gesloopt moet zijn.
Ten oosten van de pastorieboerderij waren oorspronkelijk meerdere boerderijen te vinden, waaronder een steenhuis dat Spierenburch werd genoemd. De heerd ten oosten van de pastorie behoorde tot de kloosterboerderij Nijenhuis, die eigendom was van het Grijzemonnikenklooster te Termunten. Omstreeks 1550 was deze boerderij vermoedelijk al verdwenen. Na de Reductie van 1594 kwam het kloosterland in handen van de Provincie, die het verpachtte. Vermoedelijk tijdens de Sint-Maartensvloed van 1686 sloeg ten oosten van de kerk een groot gat in de dijk, waardoor een diepe doorbraakkolk ontstond.
De Oude Pastorie werd omstreeks 1750 gesloopt en vervangen door een grote Oldambtster boerderij met zes tasvakken, die in 1839 wordt omschreven als "eene schoone boerderij". Het oudste gedeelte van de imposante schuur, dat zich kenmerkte zich door opvallende ankerbalkgebinten, werd in 2011 gesloopt. De nieuwe eigenaar verkreeg ook het recht enkele arbeidershuizen langs de Kerkelaan te bouwen. De boerderij werd later verlengd; het voorhuis maakte eerst vermoedelijk in 1866 plaats voor een extra tasvak, waardoor de resterende woonvertrekken in de schuur kwamen te liggen. De woning werd een tijdlang bewoond door personeelsleden. De vrijstaande villa dateert uit 1936. De schuur werd toen met nog eens vier vakken verlengd, waardoor de totale lengte 70 m werd. Van de oorspronkelijke woning waren in 2011 alleen woonkamer, gang, voormalige keuken en karnhuis overgebleven.

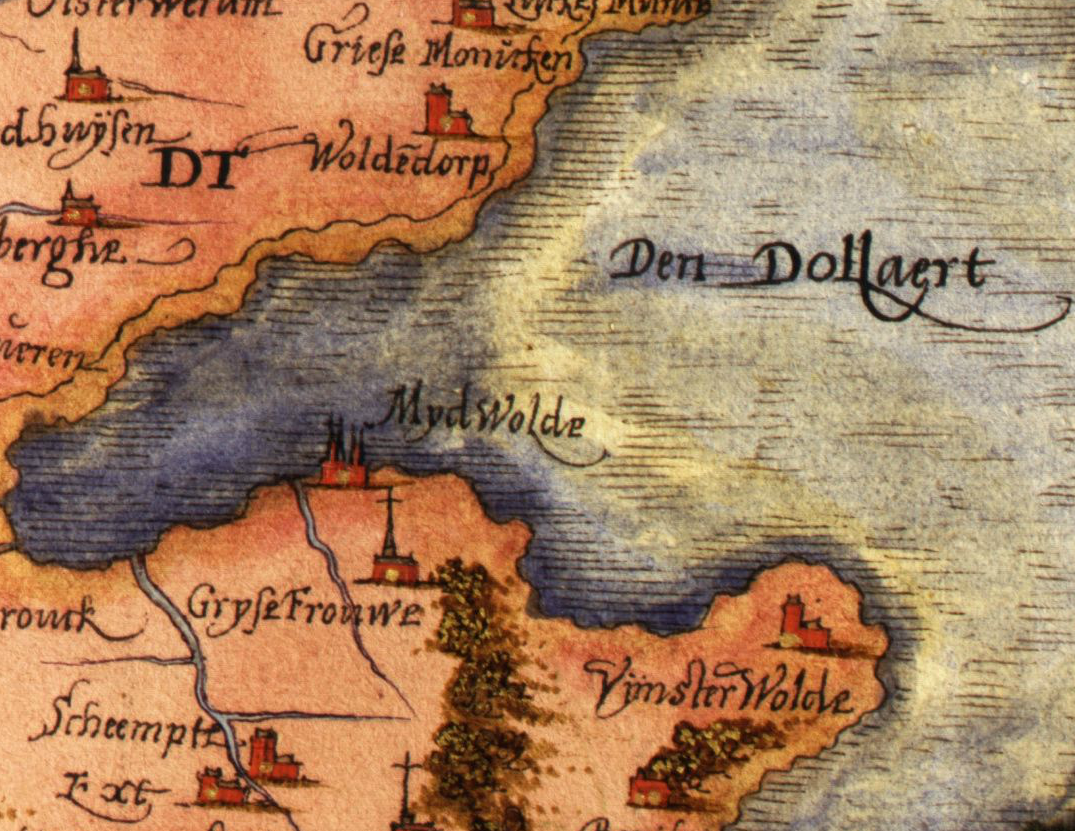
Viertorenkerk van Midwolda op de kaart van Sgroten uit ca. 1573.
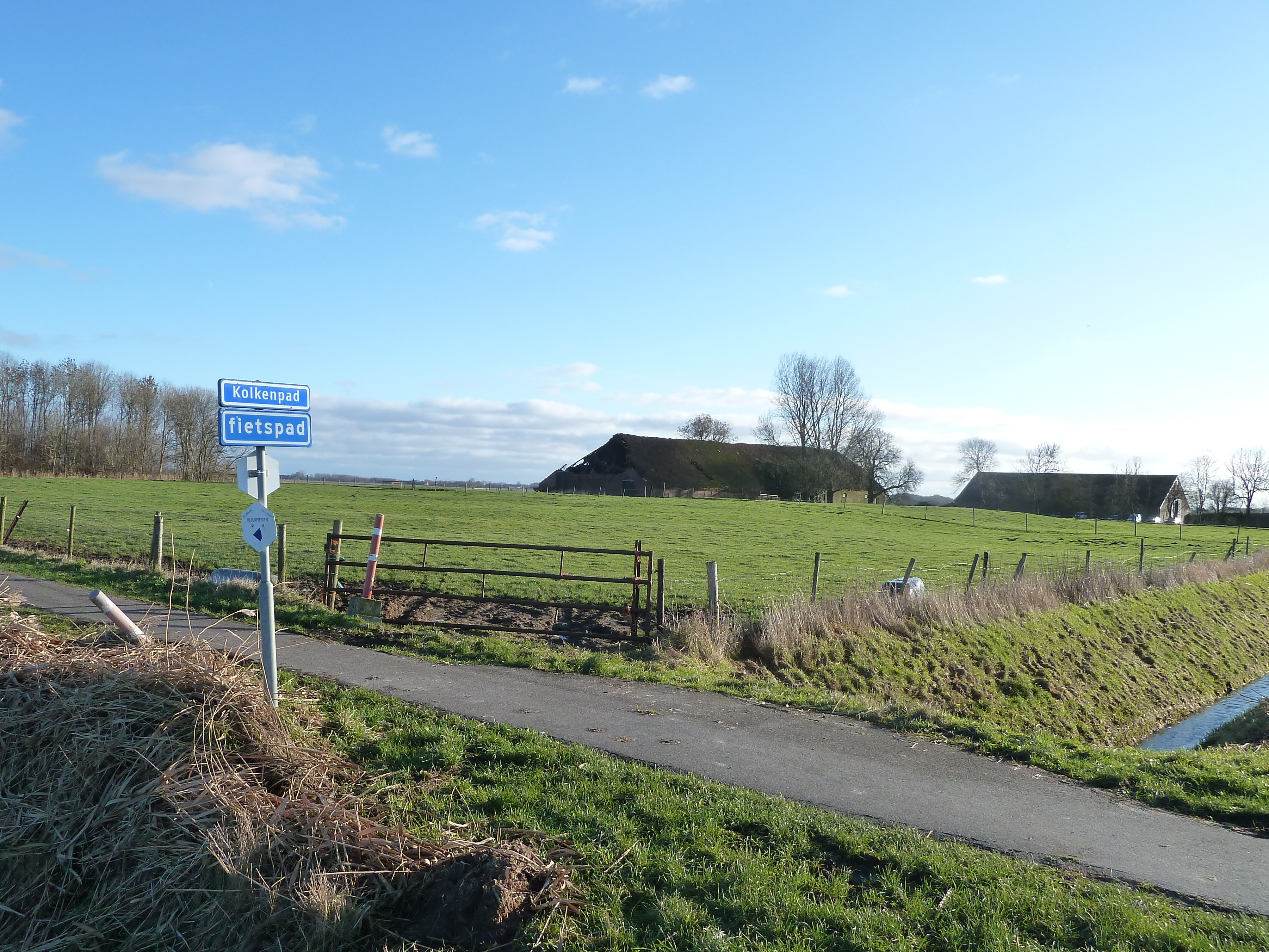
Oude kerkplaats gezien van links met op de achtergrond een vervallen boerenschuur en het huis 'Ol Kerke'
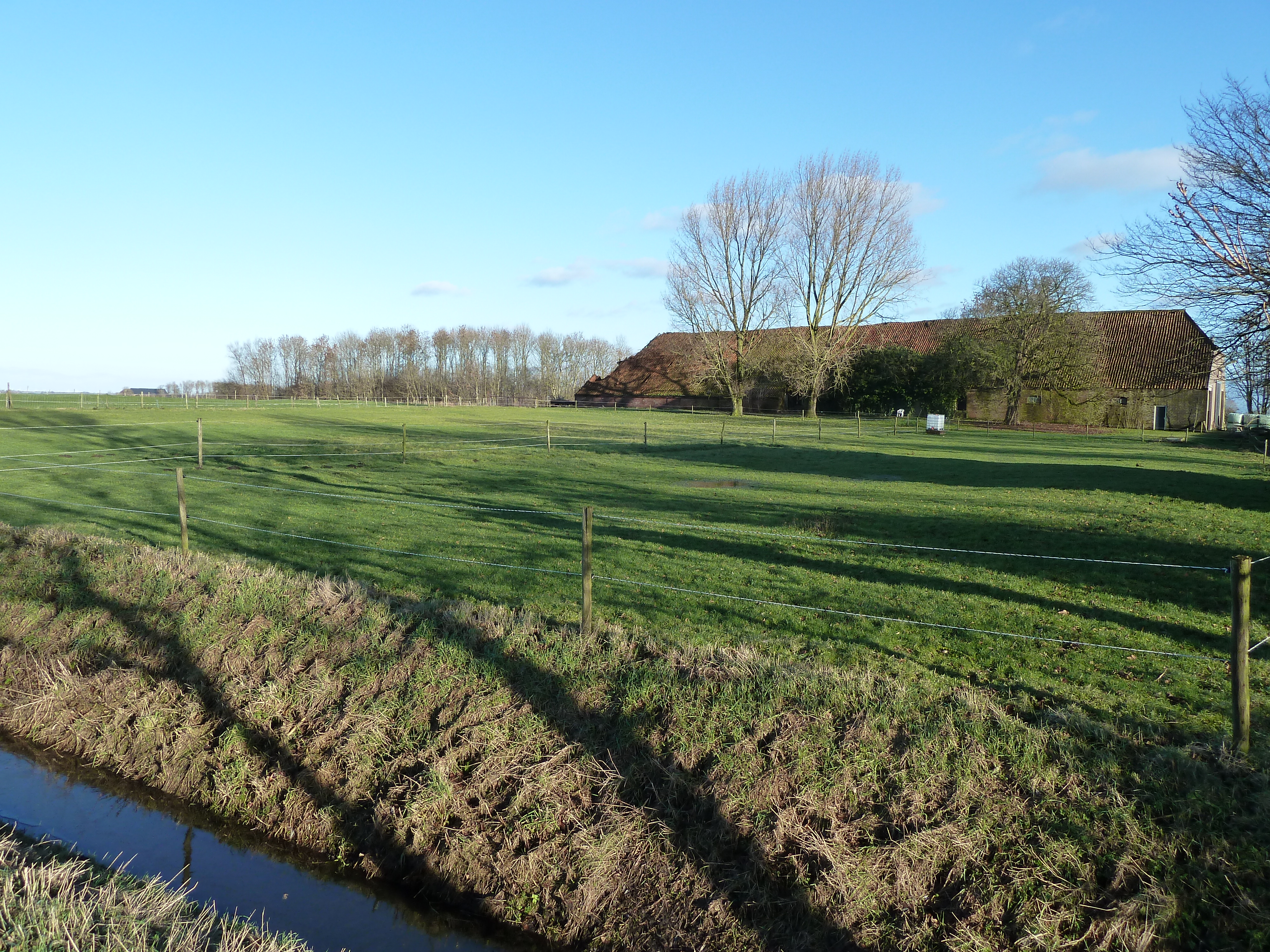
Kerkplaats gezien van rechts